# Laisse-moi t'aimer
Pour la chanson de Mike Brant, voir Laisse-moi t'aimer (chanson).
Pour plus de détails, voir Fiche technique et Distribution.
Laisse-moi t'aimer (titre original : Mr. Imperium) est un film américain réalisé par Don Hartman, sorti en 1951.

## Synopsis
En 1939 en Italie, le prince Alexis, se faisant appeler M. Imperium rencontre une jolie américaine, Frederica Brown. Une romance naît entre eux, mais le père du prince étant tombé malade, il doit la quitter brusquement.
Avant son départ, il charge son Premier ministre, Bernand, d'informer Fredda des raisons de son départ. Mais, Bernand lui ment, lui laissant entendre qu'il l'a simplement abandonnée comme il l'a déjà fait pour d'autres femmes.
Douze ans passent, M. Imperium de passage à Paris, découvre que Frederica Brown est devenue "Fredda Barlo", une star de cinéma. Il lui téléphone et prennent un rendez-vous en Californie.
Il lui révèle la raison de son départ ainsi que les circonstances de la guerre qui l'ont empêché de la rejoindre. Alors qu'ils rêvent à nouveau d'un avenir ensemble, les réalités de la politique les séparent.

## Fiche technique
- Titre : Laisse-moi t'aimer
- Titre original : Mr. Imperium
- Réalisation : Don Hartman
- Scénario : Edwin H. Knopf et Don Hartman d'après la pièce de Edwin H. Knopf
- Photographie : George J. Folsey
- Montage : William B. Gulick et George White
- Musique : Bronislau Kaper
- Directeur musical : Johnny Green
- Direction artistique : Cedric Gibbons et Paul Groesse
- Décors : Edwin B. Willis
- Costumes : Walter Plunkett
- Producteur : Edwin H. Knopf
- Société de production : MGM
- Pays de production :  États-Unis
- Langue : anglais
- Durée : 87 minutes
- Genre : Film dramatique, Film romantique, Film musical
- Format : Couleur (Technicolor) — 35 mm — 1,37:1 — Son : Mono (Western Electric Sound System)
- Dates de sortie : 
  - États-Unis : 2 mars 1951
  - France : 7 mai 1952 Festival de Cannes / 30 juillet 1954 (sortie nationale)

## Distribution
- Lana Turner : Fredda Barlo
- Ezio Pinza : M. Imperium
- Marjorie Main : Mme Cabot
- Barry Sullivan : Paul Hunter
- Cedric Hardwicke : Bernand
- Debbie Reynolds : Gwen
- Ann Codee : Anna Pelan
- Richard Simmons (non crédité) : un colonel de l'U. S. Air Force

## Analyse
Le film est, vu aujourd'hui, à la fois kitch et émouvant, enfantin et véridique, artificiel et troublant. Le scénario et son découpage sont excellents. Il y a des rebondissements intéressants dans cette histoire d'amour entre un prince et une artiste.
Le sujet semble très convenu, mais le réalisateur en a tiré un film attachant par la sincérité profonde des personnages et le contexte socio-politique assez réaliste. On ne peut pas ne pas penser à la romance (historiquement ultérieure) entre le Prince Rainier et Grace Kelly (à Monaco).
Les quelques scènes chantées, façon comédie musicale, sont drôles au second degré et on a l'impression que les acteurs les interprètent ainsi volontairement. La fin n'est pas le happy end attendu, sans pour autant être dramatique.
Quant à Lana Turner, elle n'a rien de la blonde assassine qui a fait sa réputation. Un rôle d'ado impertinente (peut-être le premier) pour Debbie Reynolds.